# Export (sigarette)

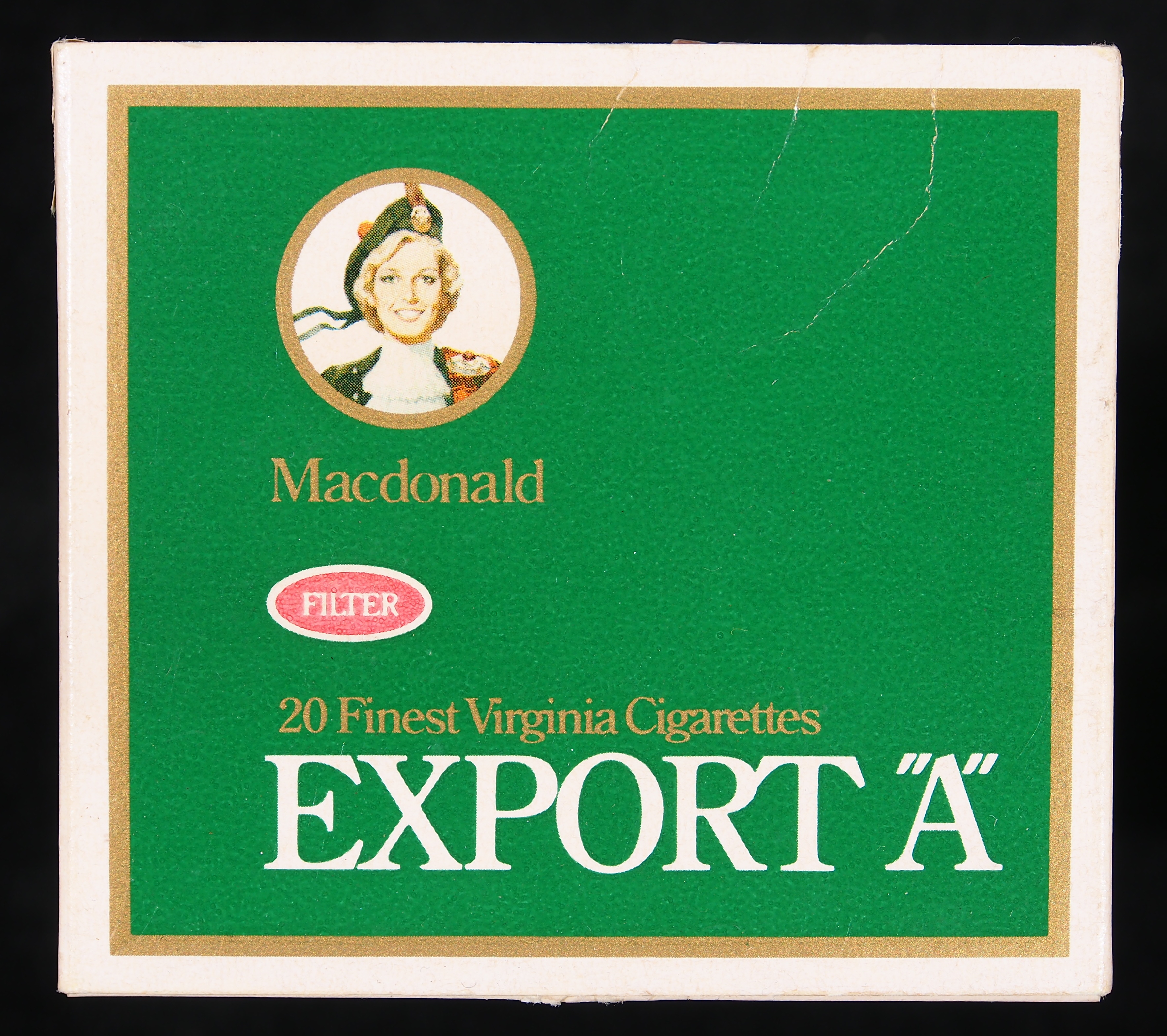
Una vecchia confezione delle sigarette Export "A" per il mercato canadese.

Export è un marchio di sigarette e tabacco attualmente prodotto e commercializzato dalla JTI-Macdonald, una sussidiaria canadese della Japan Tobacco International, azienda a sua volta facente capo alla Japan Tobacco.
I prodotti più famosi venduti sotto questo marchio sono quelli appartenenti alla linea di prodotti Export "A", ma la JTI produce anche una linea di sigarette senza filtro commercializzate come Export Plain, e di tabacco per sigarette, commercializzato come Export, entrambi realizzati con foglie di tabacco della Virginia.

## Storia
Le sigarette a marchio Export furono originariamente introdotte sul mercato nel 1928 da parte dell'azienda canadese Macdonald Tobacco Company con il nome di Macdonald's Gold Standard, ma, a causa del fatto che le scatole erano etichettate con la scritta "Export", esse iniziarono ben presto a essere identificate con quel termine.
A cominciare dalla prima metà degli anni trenta, l'etichetta delle sigarette della Macdonald iniziò a riportare l'immagine di una bella ragazza vestita con abiti tradizionali scozzesi e con addosso un tartan dal disegno tipico del clan Macdonald di Sleat. La modella utilizzata nella realizzazione dell'etichetta fu Betty Annan Grant e a ritrarla fu il famoso artista canadese Rex Woods. La "ragazzina scozzese" (in inglese:"Scottish Lassie") come venne soprannominata, rimase sulle etichette di quasi tutti i prodotti della Macdonald fino agli anni settanta e permane ancora oggi su quelle delle sigarette Export "A".
Durante la seconda guerra mondiale, la Macdonald produsse una speciale versione in esenzione doganale delle Macdonald's Gold Standard riservata alla truppe canadesi in modo da tirare su il morale dei soldati durante le battaglie. Sul lato del pacchetto campeggiava la scritta: "GIFT to Canadian troops on active service, not for re-sale. These cigarettes have not borne United Kingdom Customs Duty".
Nel tempo, il brand è passato prima in mano alla R. J. Reynolds Tobacco, con l'acquisizione da parte di quest'ultima della Macdonald Tobacco nel 1974, e poi alla Japan Tobacco International, con il passaggio della Macdonald Tobacco tra le sussidiarie della compagnia giapponese e la fondazione della JTI-Macdonald Corp. nel 1999.

## Pubblicità e sponsorizzazioni

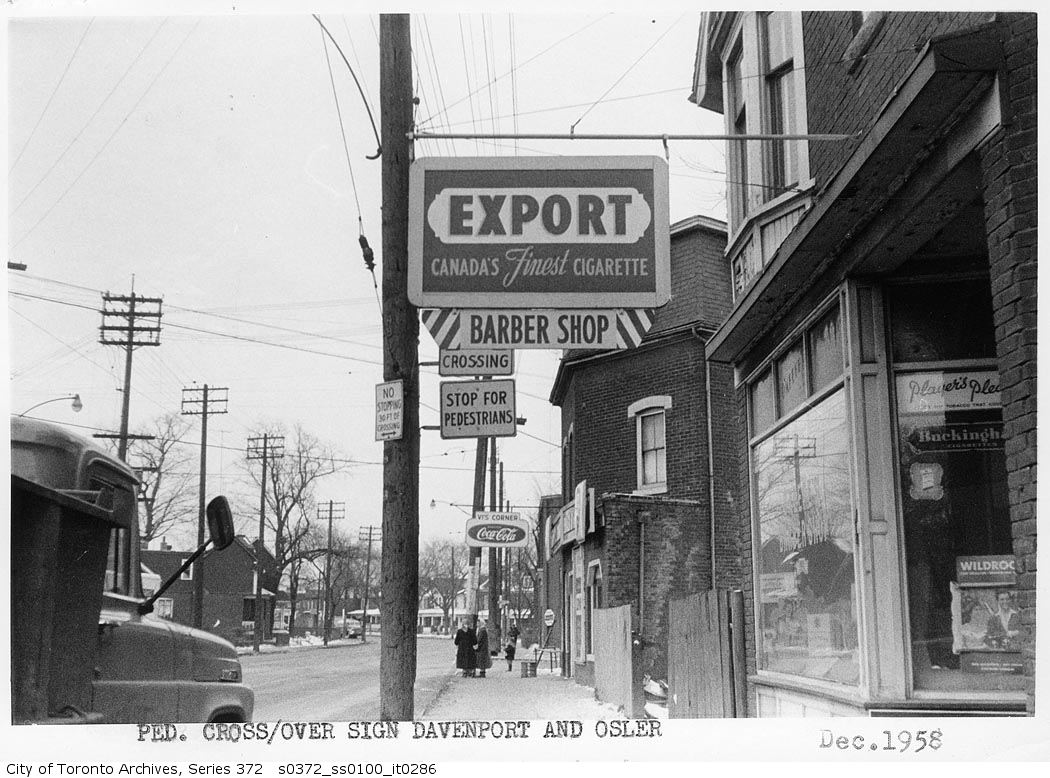
Una pubblicità delle sigarette Export a Toronto nel 1958.

Per reclamizzare le Macdonald Gold Standard e le Export, la Macdonald Tobacco, prima, e la JTI Macdonald, poi, ha realizzato molti cartelloni pubblicitari sia in inglese che in francese così come molti diversi oggetti quali cappellini da baseball, accendini, carte da gioco, sottobicchieri e così via. Negli anni novanta, poi, al fine di promuovere in particolare i prodotti della serie Export "A", sono iniziate le sponsorizzazioni di diversi sport estremi tra cui i campionati mondiali di mountain bike del 1998, chiamati "Export A Mountain Bike World Cup", e le manifestazioni canadesi Niagara Motocross ed Extreme Motorboat.
Alcuni esperti di marketing ritengono che la scelta da parte dell'azienda di sponsorizzare solo sport individuali e mai sport di squadra non sia casuale, bensì che essa faccia parte di una tecnica volta a ispirare, nei potenziali clienti, un senso di distinzione dalle persone circostanti, facendo leva sul senso di ribellione tipico del target giovanile a cui puntano le Export. Per lo stesso motivo, gli slogan storici del marchio sono "Go Your Own Way" e "Be different".

## Mercati
Le Export sono vendute principalmente in Canada, ma sono presenti anche sul mercato statunitense, britannico, olandese e ungherese.